# تتا سه‌پایه
تتا سه‌پایه یک ستاره است که در صورت فلکی سه‌پایه قرار دارد.